# Йован Манасиевски
Йован Манасиевски (на македонска литературна норма: Јован Манасиевски) е политик от Северна Македония.

## Биография
Роден е на 21 май 1968 година в град Гостивар. През 1994 година завършва социология в Скопския университет. Между 1997 и 2002 година е съветник на кмета на Скопие. От 3 октомври до 31 октомври 2002 година е народен представител. Между 1 ноември 2002 до 1 юни 2004 е министър на труда и социалната политика. От 3 юни 2004 до 6 юли 2006 година е заместник министър-председател и министър на отбраната.